# Idioma calmuco
El idioma calmuco (endónimo: хальмг келн) es una lengua hablada por los calmucos en el sur de Rusia, en el oeste de China y el oeste de Mongolia. Es hablado por 518.500 personas y pertenece a las lenguas mongólicas.
Desde el siglo XI, se utilizó la escritura uigur, hasta que en el siglo XVII un monje calmuco budista llamado Zaya Pandit creó la escritura clara. En 1924, se reemplazó por el alfabeto cirílico, el cual fue sustituido en 1930 por el alfabeto latino; finalmente, en 1938, se adoptó una variante del alfabeto cirílico, empleada en la actualidad. 